# دراج باتلاقی
دُرّاج باتلاقی (نام علمی: Francolinus gularis) نام یک گونه از تیره قرقاولان است.